# Região Metropolitana de Apucarana
A Região Metropolitana de Apucarana (RMA) é uma região metropolitana brasileira, localizada no Paraná, foi instituída pela da Lei Complementar Estadual 187, de 13 de janeiro de 2015, sendo formada pelos municípios de Apucarana, Arapuã, Ariranha do Ivaí, Borrazópolis, Califórnia, Cruzmaltina, Faxinal, Godoy Moreira, Grandes Rios, Ivaiporã, Jardim Alegre, Kaloré, Lidianópolis, Lunardelli, Marilândia do Sul, Marumbi, Mauá da Serra, Novo Itacolomi, Rio Bom, Rio Branco do Ivaí, Rosário do Ivaí, São João do Ivaí e São Pedro do Ivaí.
A (RMA) é a 8ª maior região metropolitana do Paraná.

## História

### Limites geográficos iniciais
O projeto inicial de 1998, que visava ao desenvolvimento econômico e social de 12 cidades. Além de Apucarana, a Região Metropolitana seria constituída por Arapongas, Bom Sucesso, Califórnia, Cambira, Jandaia do Sul, Marilândia do Sul, Mauá da Serra, Marumbi, Novo Itacolomi, Rio Bom e Sabáudia.

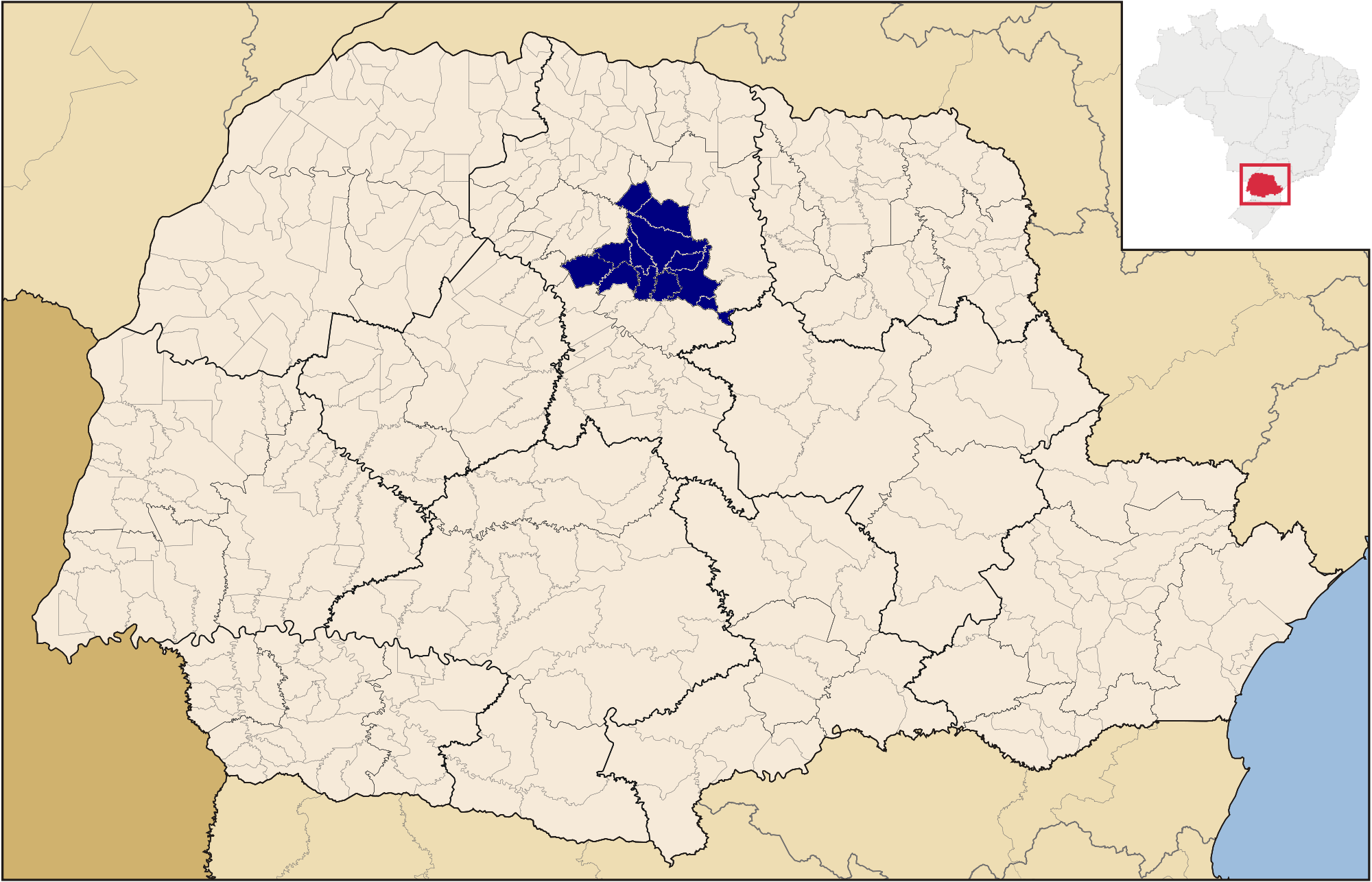
Projeto inicial da RMA em 1998.

Pela proposta do Deputado Orlando Pessuti (PMDB), a Região Metropolitana de Apucarana teria um conselho deliberativo e um consultivo, cabendo ao Estado custear suas despesas. Entre as áreas destacadas no projeto, visando à manutenção de serviços integrados, está o saneamento básico, incluindo abastecimento de água, rede de esgoto e limpeza pública. Também seriam contemplados no projeto o uso do solo, aproveitamento de recursos hídricos, controle de poluição ambiental, transportes e sistema viário.

### Mudanças territoriais

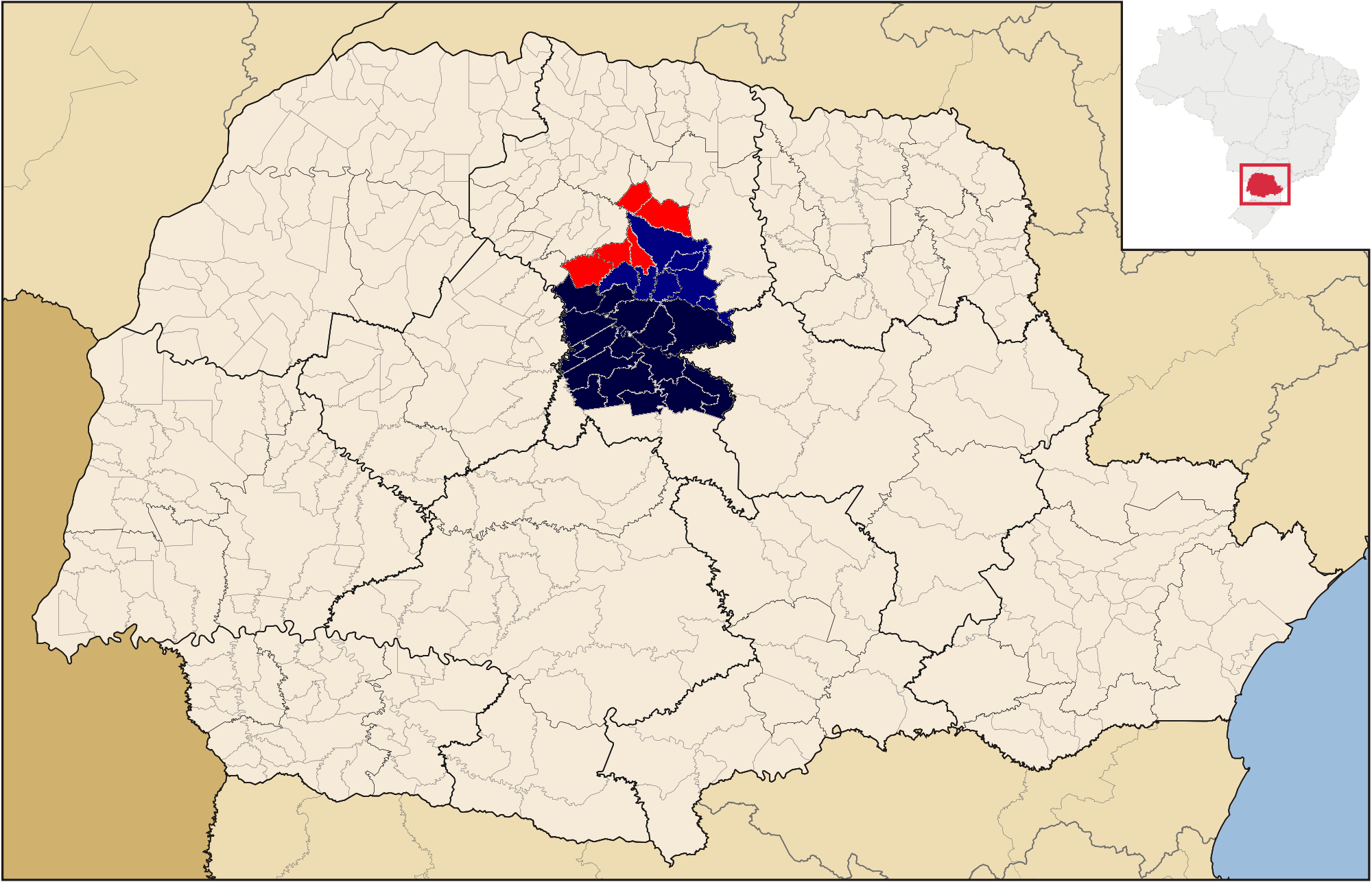
Projeto inicial 1998, e RMA 2015.
RMA 2015
RMA 1998-2015
RMA 1998

O Projeto de Lei 187/2015, de autoria do deputado estadual Nelson Justus (DEM) é aprovado pela Assembleia Legislativa do Paraná, abrange 23 municípios do Vale do Ivaí. Fazem parte do projeto Apucarana, Arapuã, Ariranha do Ivaí, Borrazópolis, Califórnia, Cruzmaltina, Faxinal, Godoy Moreira, Grandes Rios, Ivaiporã, Jardim Alegre, Kaloré, Lidianópolis, Lunardelli, Marilândia do Sul, Marumbi, Mauá da Serra, Novo Itacolomi, Rio Bom, Rio Branco do Ivaí, Rosário do Ivaí, São João do Ivaí e São Pedro do Ivaí.
Diferente de 1998 que a RMA contava com 12 cidades, apenas 7 cidades delas se mantiveram no projeto de 2015, as cidades de Bom Sucesso, Cambira e Jandaia do Sul passaram a compor a Região Metropolitana de Maringá (RMM), Arapongas e Sabáudia passaram a compor a Região Metropolitana de Londrina (RMLO).

## Municípios
| Município          | Área (km²) | População (2014) | IDH (2000) | PIB (Produto Interno Bruto) (2008) | PIB per capita | Distância à Apucarana (km) |
| ------------------ | ---------- | ---------------- | ---------- | ---------------------------------- | -------------- | -------------------------- |
| Apucarana          | 558,389    | 130.884          | 0,799      | 1,3 bilhões                        | 10.909,59      | ---                        |
| Arapuã             | 218,938    | 3.554            | 0,687      | 42,6 milhões                       | 10.546,55      | 124,0                      |
| Ariranha do Ivaí   | 240,625    | 2.453            | 0,688      | 29,9 milhões                       | 11.668,88      | 137,0                      |
| Borrazópolis       | 334,378    | 7.877            | 0,727      | 96,1 milhões                       | 11.511,74      | 67,0                       |
| Califórnia         | 141,817    | 8.464            | 0,745      | 53,5 milhões                       | 6.898,54       | 17,3                       |
| Cruzmaltina        | 312,299    | 3.166            | 0,678      | 42,4 milhões                       | 13.443,66      | 79,5                       |
| Faxinal            | 715,943    | 17.084           | 0,732      | 183,1 milhões                      | 11.443,66      | 78,2                       |
| Godoy Moreira      | 131,012    | 3.337            | 0,672      | 22,2 milhões                       | 6.109,34       | 119,0                      |
| Grandes Rios       | 314,198    | 6.625            | 0,695      | 53,5 milhões                       | 6.818,59       | 106,0                      |
| Ivaiporã           | 432,470    | 32.705           | 0,764      | 399,9 milhões                      | 9.317,89       | 111,0                      |
| Jardim Alegre      | 410,481    | 15.325           | 0,713      | 101,9 milhões                      | 6.855,34       | 101,0                      |
| Kaloré             | 193,299    | 4.473            | 0,753      | 52,4 milhões                       | 11.046,36      | 68,8                       |
| Lidianópolis       | 159,138    | 3.972            | 0,734      | 37,5 milhões                       | 9.035,07       | 90,5                       |
| Lunardelli         | 199,220    | 5.159            | 0,692      | 42,1 milhões                       | 8.169,61       | 102,0                      |
| Marilândia do Sul  | 384,424    | 9.083            | 0,739      | 167,8 milhões                      | 18.260,47      | 36,4                       |
| Marumbi            | 208,470    | 4.750            | 0,735      | 30,6 milhões                       | 7.297,72       | 39,2                       |
| Mauá da Serra      | 108,324    | 9.534            | 0,719      | 114,1 milhões                      | 13.812,13      | 49,4                       |
| Novo Itacolomi     | 162,163    | 2.906            | 0,706      | 22,1 milhões                       | 7.852,42       | 34,6                       |
| Rio Bom            | 177,836    | 3.372            | 0,713      | 30,8 milhões                       | 9.290,21       | 29,2                       |
| Rio Branco do Ivaí | 385,595    | 4.072            | 0,670      | 38,9 milhões                       | 9.753,93       | 142,0                      |
| Rosário do Ivaí    | 371,250    | 5.588            | 0,662      | 48,2 milhões                       | 8.630,36       | 146,0                      |
| São João do Ivaí   | 353,331    | 11.523           | 0,689      | 123,8 milhões                      | 10.301,42      | 86,3                       |
| São Pedro do Ivaí  | 322,692    | 10.733           | 0,745      | 169,6 milhões                      | 17.162,24      | 69,0                       |
| TOTAL              | 6.836,192  | 306.639          | ---        | 3,1 bilhões                        | 10.483,44      |                            |